# Le Perreux-sur-Marne
Le Perreux-sur-Marne és un municipi francès, situat al departament de la Val-de-Marne i a la regió de l'Illa de França. L'any 1999 tenia 30.080 habitants.
Forma part del cantó de Nogent-sur-Marne i del districte de Nogent-sur-Marne. I des del 2016, de la divisió Paris-Est-Marne et Bois de la Metròpoli del Gran París.